# Kanapun
Kanapun o Kanapún es un sitio arqueológico ubicado en el distrito de Independencia en la provincia de Huaraz en la región Áncash de Perú. Según el arqueólogo Víctor Tufinio Culquichicón, el sitio pertenece al periodo denominado Formativo tardío u Horizonte Temprano, de 1200 a. C. a 200 a. C.
Kanapún está declarado como Patrimonio Cultural de la Nación mediante resolución directoral n.° 1000-2005/INC de fecha 22 de julio de 2005. El sitio arqueológico se encuentra entre la avenida Centenario y el jirón Sebastián de Aliste en el interior del colegio Antonio Raimondi en Huaraz.
El sitio se encuentra en un mal estado de conservación y ha sido poco estudiado de manera sistemática.
Según el escritor Marcos Yauri Montero, Kanapun habría sido un tambo durante la ocupación inca.
La cantante Sila Illanes le dedicó la canción «Ecos de Kanapun» al sitio arqueológico.